# Partit Democràtic Etíop
El Partit Democràtic Etíop o Ethiopian Democratic Party (EDP) fou un partit polític d'Etiòpia fundat el 1998 per joves activistes oposats al marxisme-leninisme dominant; va refusar identificar-se amb cap ètnia i tenia una plataforma de drets individuals i col·lectius, economia de mercat, propietat privada de la terra, independència judicial, estat de dret i respecte dels drets humans; a nivell administratiu demanava la devolució de poders al nivells inferiors i aprovava l'existència de governs regionals però els volia basats en criteris històrics abans que ètnics-lingüístics.
El 1999 es va fusionar a la Unió Democràtica d'Etiòpia per formar el Partit d'Unió Democràtic Etíop i el nou partit va encapçalar una aliança anomenada Forces Democràtiques Etiòpiques Unides, que fou un dels partits d'oposició més grans a Etiòpia a les eleccions del 2000. El setembre del 2004, en vistes a les eleccions del 2005, l'EDUP es va unir al Ethiopian Medhin Democratic Party i va agafar el nom de Partit d'Unió Democràtic Etiòpic-Mehdin formant una aliança electoral amb tres altres partits anomenada Coalició d'Unitat Democràtica (CUD o Kinijit) que javia aconseguit 108 escons quan el govern va ordenar suspendre el recompte al·legant frau; en els resultats final retocats només es van atorgar a l'aliança 34 escons. Posteriorment el partit va recuperar el nom original de Partit Democràtic Etíop però des de les eleccions de 2010 no té representació al Parlament (el govern controla el 99,6% dels escons o sigui 545 de 547) 